# Ophionereis reticulata

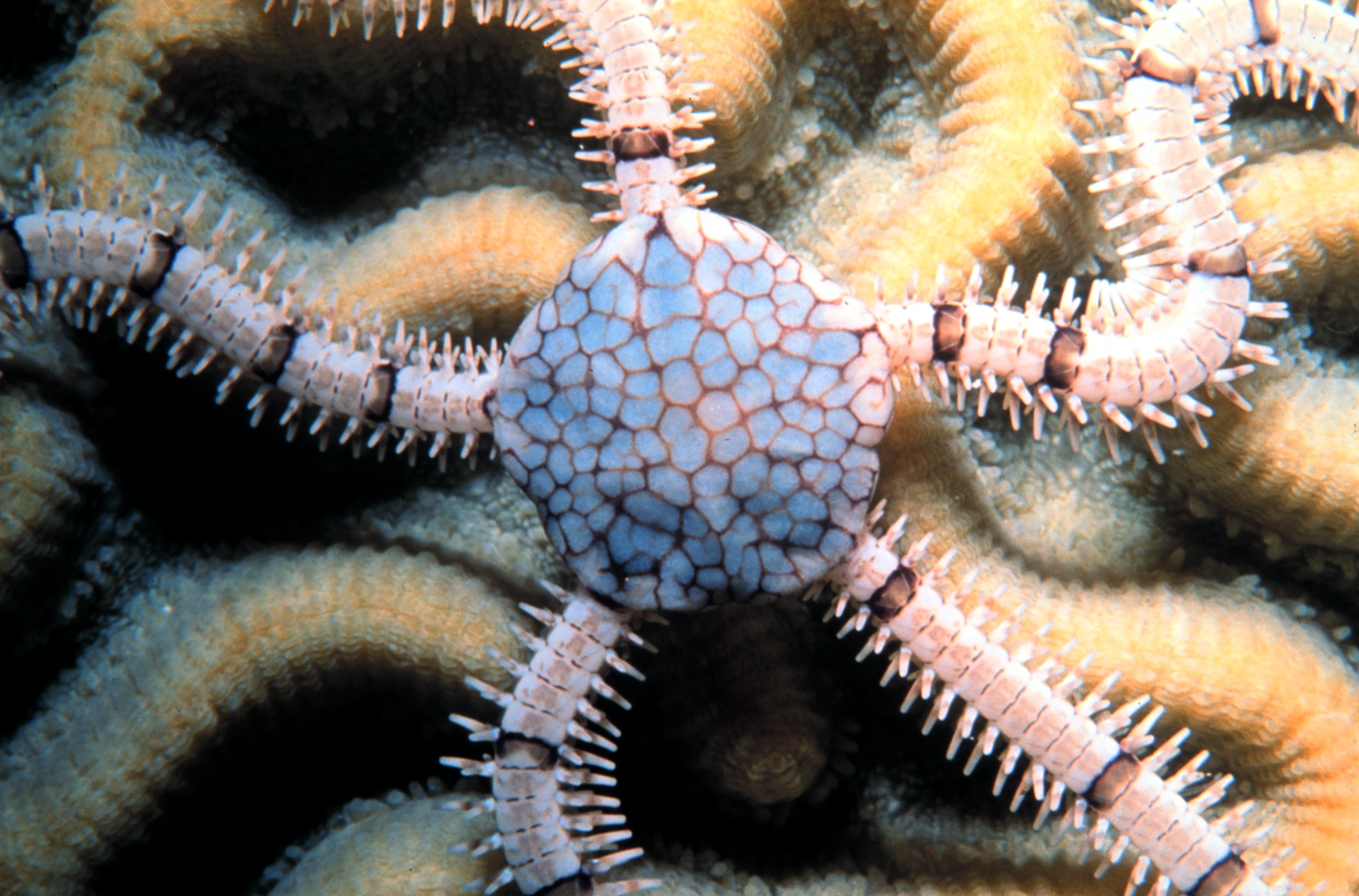
Estrella quebradiza Ophionereis reticulata en el Florida Keys National Marine Sanctuary

Ophionereis reticulata, es una estrella quebradiza de la familia Ophionereididae. Habita aguas superficiales del Atlántico occidental, Mar Caribe y del Golfo de México.

## Descripción
Como otras estrellas quebradizas, Ophionereis reticulata tiene un disco pentagonal pequeño y aplanado, así como cinco brazos estrechos y alargados. El disco puede crecer a un diámetro de 15 milímetros (0,6 plg) mm y los brazos pueden alcanzar una longitud de 120 milímetros (4,7 plg) mm. La superficie aboral (superior) del disco está cubierta con pequeñas placas y es pálido grisáceo con una red de finas líneas rojizas-marrones, formando un patrón reticulado. Los brazos están compuestos por numerosos segmentos pequeños, los cuales tienen espinas cortas a cada lado. Son blancos o pálidos grises y tienen una banda chocolate marrón aproximadamente cada cuatro segmentos. Esta coloración permite que los organismos sean apenas visibles cuándo se encuentran en el sustrato que habitan usualmente.

## Distribución y hábitat
Ophionereis reticulata se encuentra en el Océano Atlántico occidental, el Mar Caribe y en el Golfo de México. Su distribución se extiende de las Indias Del oeste y Bermudas a México, Belice, Honduras, Venezuela y Brasil. La localidad tipo son los Cayos de la Florida. Habita sustratos arenosos o rocosos, entre bloques y bajo rocas en profundidades de entre 3 y 40 metros.

## Comportamiento
Los organismos de Ophionereis reticulata se mueven utilizando sus brazos mientras el disco se encuentra por encima del sustrato. A diferencia de la mayoría de estrellas quebradizas, también utiliza sus podios ambulacrales en la locomoción.
Ophionereis reticulata es herbívoro y suspensívoro, pero también se han encontrado detritus y fragmentos de poliquetos en sus estómagos. Principalmente consume algas rojas y verdes y diatomeas, las cuales atrapa levantando uno a más brazos a la corriente de agua mientras mantiene el disco cubierto. Si un brazo es atacado por un depredador la estrella quebradiza puede romperlo fácilmente en un proceso conocido como autotomía, este brazo puede ser regenerado posteriormente. Los sexos están separados en Ophionereis reticulata y el desove tiene lugar una vez al año. Las larva ophiopluteus son planctonicas y después de pasar a través de varias etapas larvarias se asientan en los suelos marinos en donde experimentan una metamorfosis hasta convertirse en organismos juveniles.